# × Miltonidium
× Miltonidium viết tắt là Mtdm. là một chi lan lai giữa các chi Miltonia and Oncidium (Milt. × Onc.).

## Hình ảnh

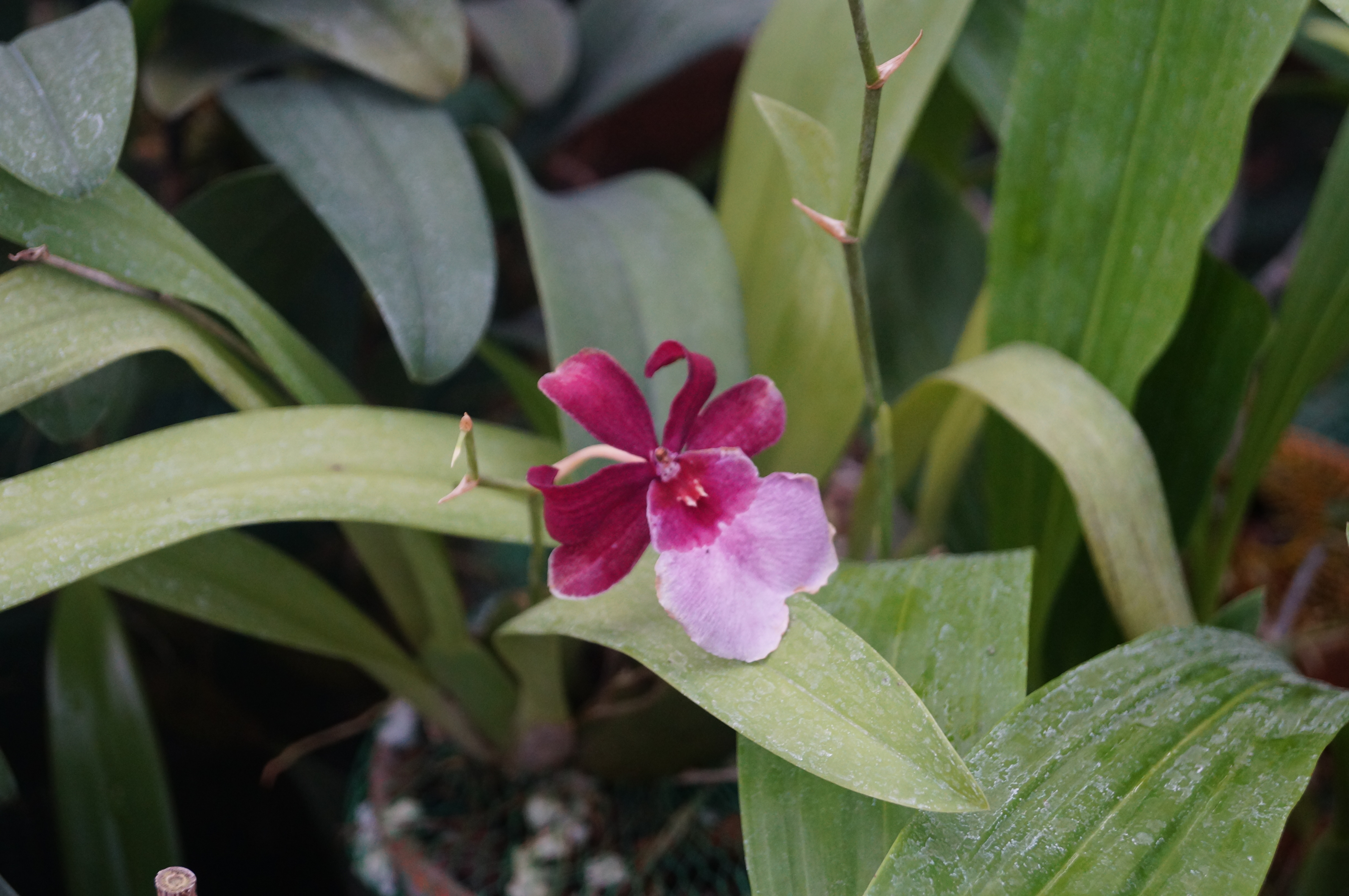